# Nuovo Sound
Nuovo Sound fu una rivista musicale italiana degli anni '70, nata dalle ceneri della precedente Super Sound.

## Storia della rivista

### Le origini: la rivistaSuper Sound
Già sul finire degli anni '60 i gusti musicali andavano cambiando, ed alla scanzonata musica da ballo, fatta perlopiù di brani brevi, di facile ascolto e/o ballabili tipici dell'era beat, si sostituirono forme e strutture sempre più complesse  come il rock psichedelico prima ed il rock progressivo poi. Anche l'editoria musicale subì e contribuì al cambiamento, e se le vecchie riviste beat chiusero spesso i battenti, ad esse se ne sostituirono di nuove.

Eddie Ponti nel 1968

Il primo numero di Super Sound fu pubblicato nell'ottobre del 1972 con il sottotitolo "La più grande guida musicale" (cambiato pochi mesi dopo in "La guida musicale più avanzata") e fin dal suo inizio appariva chiara la forte ispirazione presa dal settimanale inglese Melody Maker. La rivista era pubblicata dalla romana Editrice Sopi in formato Tabloid e si affermò da subito come la diretta concorrente di Ciao 2001, proponendo un taglio più serioso che puntasse l'accento sullo spessore culturale della musica del nuovo decennio. Le copertine venivano perlopiù date a nomi già affermati come King Crimson, Jethro Tull, Emerson Lake & Palmer e Uriah Heep a cui si dedicavano anche lunghi articoli monografici, e se non mancavano le retrospettive sugli artisti degli anni '60, la rivista promuoveva anche le nuove proposte italiane d'interesse come Angelo Branduardi o Quella vecchia locanda. In redazione spiccavano le firme di Maurizio Baiata, Aldo Bagli, Franco Schipani ed Eddie Ponti, quest'ultimo occupato soprattutto come inviato nella gran parte dei festival pop italiani.
La rivista chiuse nel 1974, dopo l'uscita del numero 38 di settembre.

### Nuovo Sound. Settimanale di Musica e Cultura
Il numero zero di Nuovo Sound fu distribuito gratuitamente nelle edicole italiane, anticipando l'uscita del primo numero del novembre 1974, ancora in formato tabloid ma con un restyling grafico rispetto a Super Sound ed a colori. La prima copertine presentava un fotomontaggio con Robert Fripp e Bill Bruford vestiti da re e scudiero. La rivista comprendeva rubriche di una vasta gamma di generi, che andavano dalla musica classica alla musica lirica, dalla musica contemporanea al jazz, al folk, fino ad arrivare ad argomenti non strettamente di carattere musicale. Tra i collaboratori sono da ricordare Sergio D’Alesio, Franco Schipani, Maurizio Baiata, Aldo Bagli, Cesare Andrisano,  Marcello Piras, Eddie Ponti e Mauro Eusebi.
La rivista cambiò poi veste grafica nel numero 14 del febbraio 1975, per poi cambiare il formato qualche mese dopo in un più classico 21×30.
Sul finire del 1976 Nuovo Sound pubblicò due supplementi monografici che si intitolavano "La nuova canzone americana" e "Il rock inglese". Nacque così, quasi per caso la terza rivista musicale della Editrice Sopi, un mensile intitolato Best.
Con l'arrivo del punk rock e del post-punk la rivista si aprì alle nuove tendenze, senza disdegnare in seguito di occuparsi di fenomeni più commerciali come la disco music, con articoli anche su Bee Gees ed Amanda Lear.
Nuova Sound cessò le pubblicazioni nel settembre del 1981.